# الهيئة العليا لحقوق الإنسان والحريات الأساسية
الهيئة العليا لحقوق الإنسان والحريات الأساسية هي هيئة وطنية استشارية أنشئت في 7 يناير 1991 وتخضه لاشراف رئاسة الجمهورية التونسية، وتهدف إلى النهوض بحقوق الإنسان وحمايتها وترسيخ قيمها ونشر ثقافتها والإسهام في ضمان ممارستها.

رئيسها منذ 30 يونيو 2015 الحقوقي توفيق بودربالة.

## المهام
تتمثل مهام الهيئة حسب قانونها الرسمي ب:
- إبداء الرأي فيما يستشيرها فيه مع إمكانية التعهد التلقائي بأية مسألة تتعلق بدعم حقوق الإنسان والحريات الأساسية وحمايتها، ولفت الانتباه إلى حالات انتهاك حقوق الإنسان.
- تقديم الاقتراحات لرئيس الجمهورية الكفيلة بدعم حقوق الإنسان والحريات الأساسية على الصعيدين الوطني والدولي والقيام بأية مهمة يعهد بها إليها رئيس الجمهورية في هذا المجال.
- قبول العرائض والشكايات حول المسائل ذات الصلة بحقوق الإنسان والحريات الأساسية والنظر فيها والاستماع عند الاقتضاء إلى أصحابها وإحالتها إلى أية سلطة أخرى مختصة للتعهد، إعلام أصحاب العرائض والشكايات بسبل الانتصاف المتاحة لهم وترفع تقارير في شأنها إلى رئيس الجمهورية.
- إنجاز البحوث والدراسات في مجال حقوق الإنسان والحريات الأساسية والعمل على دعم وتطوير مكاسب تونس وإنجازاتها فيها.
- المساهمة في إعداد مشاريع التقارير التي تقدّمها تونس لهيئات ولجان الأمم المتحدة وكذلك إلى الهيئات والمؤسسات الإقليمية وإبداء الرأي في هذا الشأن، ومتابعة الملاحظات والتوصيات الصادرة عنها وتقديم مقترحات للاستفادة منها، والتعاون معها.
- المساهمة في نشر ثقافة حقوق الإنسان والحريات الأساسية والمساهمة في إعداد الخطط والبرامج المتعلّقة بالتربية على حقوق الإنسان والمشاركة في تنفيذ الخطط الوطنية ذات الصلة.
- التعاون مع لجنة التنسيق الدولية للمؤسسات الوطنية لحقوق الإنسان والإسهام الناجع في أعمالها وكذلك مع سائر المجموعات الإقليمية للمؤسسات الوطنية لحقوق الإنسان، والمشاركة في الاجتماعات التي يتمّ تنظيمها من قبل المؤسسات الوطنية أو الدوليّة لحقوق الإنسان.
- يقوم رئيس الهيئة العليا دون سابق إعلام، بزيارات إلى المؤسسات السجنية والإصلاحية ومراكز الإيقاف ومراكز إيواء أو ملاحظة الأطفال والهياكل الاجتماعية المهتمة بذوي الاحتياجات الخصوصية وذلك للتثبت من مدى تطبيق التشريع الوطني الخاص بحقوق الإنسان والحريات الأساسية.
- يقوم رئيس الهيئة بتكليف خاص من رئيس الجمهورية بمهام بحث وتقصّي الحقائق حول المسائل ذات الصلة بحقوق الإنسان والحريات الأساسية ويرفع تقارير بشأنها إلى رئيس الجمهورية.

## أعضاء الهيئة
- عدة شخصيات وطنية.
- ممثلين إثنين عن مجلس نواب الشعب.

| - ممثلي المنظمات غير الحكومية الوطنية المعنية بحقوق الإنسان: - الاتحاد العام التونسي للشغل - الاتحاد التونسي للصناعة والتجارة والصناعات التقليدية - الجمعية التونسية للنساء الديمقراطيات - النقابة الوطنية للصحفيين التونسيين - الرابطة التونسية للدفاع عن حقوق الإنسان - المنظمة التونسية لمناهضة التعذيب - الجمعية الدولية لمساندة المساجين السياسيين - المجلس الوطني للحريات بتونس - الهيئة الوطنية للمحامين بتونس | - - الجمعية التونسية للمحامين الشبان - جمعية القضاة التونسيين - نقابة القضاة التونسيين - جمعية حرية وإنصاف - رابطة الناخبات التونسيات - الرابطة التونسية للمواطنة - جمعية عائلات الشهداء ومصابي الثورة «أوفياء». - جمعية نساء تونسيات. - جمعية النساء التونسيات للبحث حول التنمية. |

- ممثلوا وزارات العدل والداخلية والخارجية والتربية والتعليم العالي والشؤون الاجتماعية والصحة والثقافة والشباب والرياضة وشؤون المرأة.

## رؤساء الهيئة
| بداية العهدة   | نهاية العهدة   | الرئيس              | قائمة الأعضاء |
| -------------- | -------------- | ------------------- | ------------- |
| 9 أبريل 1991   | 23 سبتمبر 1995 | الرشيد إدريس        |               |
| 23 سبتمبر 1995 | 5 يناير 2000   | الرشيد إدريس        |               |
| 5 يناير 2000   | 7 يناير 2003   | محمد كمال شرف الدين |               |
| 7 يناير 2003   | 1 يناير 2009   | محمد حسين فنطر      |               |
| 1 يناير 2009   | 23 أكتوبر 2012 | منصر الرويسي        |               |
| 23 أكتوبر 2012 | 30 يونيو 2015  | محمد الهاشمي جغام   |               |
| 30 يونيو 2015  | الآن           | توفيق بودربالة      |               |

## روابط خارجية
- الموقع الرسمي الحالي.
- الموقع الرسمي القديم.